# Гинарт-Паранти
Гина́рт-Паранти́ (фр. Guinarthe-Parenties) — коммуна во Франции, находится в регионе Аквитания. Департамент — Атлантические Пиренеи. Входит в состав кантона Ортез и Тер-де-Гав и дю Сель. Округ коммуны — Олорон-Сент-Мари.
Код INSEE коммуны — 64251.

## География

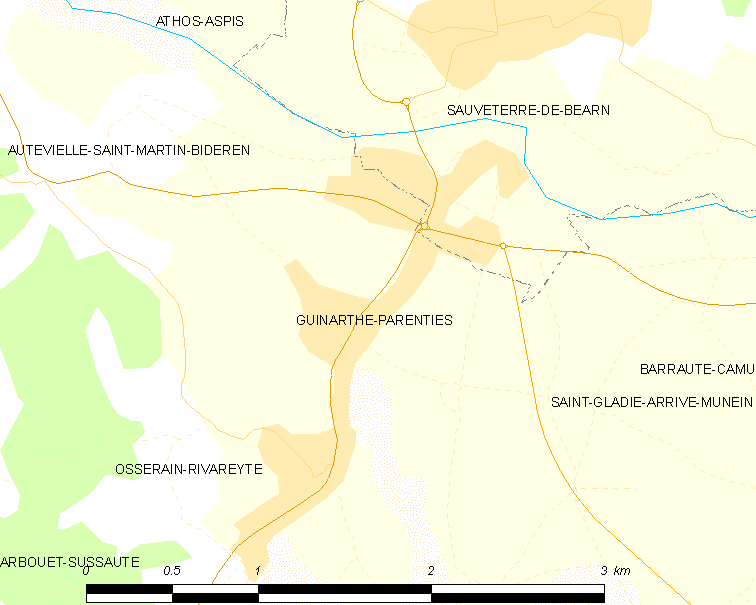
Карта коммуны

Коммуна расположена приблизительно в 660 км к югу от Парижа, в 165 км южнее Бордо, в 50 км к западу от По.
По территории коммуны протекают реки Гав-д’Олорон и Сезон.

### Климат
Климат тёплый океанический. Зима мягкая, средняя температура января — от +5°С до +13°С, температуры ниже −10 °C бывают редко. Снег выпадает около 15 дней в году с ноября по апрель. Максимальная температура летом порядка 20-30 °C, выше 35 °C бывает очень редко. Количество осадков высокое, порядка 1100 мм в год. Характерна безветренная погода, сильные ветры очень редки.

## Население
Население коммуны на 2010 год составляло 239 человек.
| 1962 | 1968 | 1975 | 1982 | 1990 | 1999 | 2010 |
| ---- | ---- | ---- | ---- | ---- | ---- | ---- |
| 169  | 208  | 219  | 229  | 238  | 222  | 239  |

## Администрация
| Период | Период | Фамилия    | Партия | Примечания |
| ------ | ------ | ---------- | ------ | ---------- |
| 1995   | 2020   | Пьер Виньо |        |            |

## Экономика
В 2010 году среди 133 человек трудоспособного возраста (15-64 лет) 102 были экономически активными, 31 — неактивными (показатель активности — 76,7 %, в 1999 году было 71,0 %). Из 102 активных жителей работали 98 человек (51 мужчина и 47 женщин), безработных было 4 (2 мужчин и 2 женщины). Среди 31 неактивных 9 человек были учениками или студентами, 13 — пенсионерами, 9 были неактивными по другим причинам.